# Élément sécurisé
Un élément sécurisé (SE) est une plate-forme matérielle sécurisée capable de contenir des données en conformité avec les règles et les exigences de sécurité fixées par les autorités de confiance.

## Introduction

### Technologie NFC
La technologie NFC  est une technologie de communication de proximité basée sur le standard de cartes à puce de proximité spécifiées dans l'ISO14443 , et est normalisée dans l'ISO18092 . Elle fonctionne à 13,56 MHz et permet le transfert de données jusqu'à 424 kbit/s. Le NFC prend en charge trois modes de fonctionnement: lecture/écriture, pair-à-pair, et  émulation de carte.  Ce dernier mode consiste à permettre à un appareil compatible NFC, comme un téléphone mobile, d'émuler une carte à puce de proximité à un terminal de lecture. De plus, il faut savoir que les cartes à puce populaires sur le marché installent toutes des éléments sécurisés (SEs) en interne , afin d’éviter des attaques malveillantes et garder en sécurité les données stockées. Cet élément sécurisé est uniquement utilisé en mode émulation de carte.

### Élément sécurisé
Un élément sécurisé (SE) est une puce séparée qui contient un processeur sécurisé, un stockage inviolable et la mémoire d'exécution. Ce processeur est différent du processeur hôte ou du processeur de l'ordinateur. Son seul but est de permettre des transactions sécurisées. Cet élément sécurisé contient donc des applications qui s'appuient sur des clés sécurisées fonctionnant à l'intérieur de ce processeur sécurisé.
Un SE est donc une plate-forme matérielle inviolable, capable d'accueillir en toute sécurité des applications et stocker des données confidentielles chiffrées. Par exemple, dans le domaine de la finance, les SEs sont utilisés pour héberger des applications de cartes personnalisées et contiennent les clés cryptographiques nécessaires pour effectuer les transactions financières (EMV)  à un terminal de point de vente. Les SEs sont aussi utilisés pour nous identifier, elles peuvent contenir des données biométriques ou des certificats pour la signature de document. Quel que soit le but, l'environnement sécurisé fourni par le SE protège les informations d'identification de l'utilisateur assurant ainsi la sécurité de ses données.

## Différents facteurs de forme
Les appareils mobiles avec NFC ont un élément sécurisé (SE) qui est un microprocesseur sécurisé (une puce de carte à puce) qui comprend un processeur cryptographique pour faciliter la transaction avec authentification et sécurité, et fournit une mémoire sécurisée pour stocker les applications et les informations d'identification. Cet élément sécurisé existe sous différents facteurs de forme tels que l'élément sécurisé embarqué, la carte microSD ou encore sous forme de carte UICC,. Chacun de ces éléments sécurisés correspond à une implémentation différente et répond à un besoin du marché différent.

### Processeur de bande de base
Offrant un niveau élevé de sécurité, l'élément sécurisé peut être hébergé par la mémoire sécurisée du processeur de bande de base. Ainsi, l'architecture de l'appareil ne doit pas être modifié.  Jusqu'à présent, la couche de protocole sous-jacente entre le contrôleur NFC et le processeur de bande de base est un protocole propriétaire et n'est pas encore normalisé.

### Matériel embarqué
Dans le cas de matériel embarqué, la SE est une carte à puce soudée qui ne peut être retirée. Ainsi, le niveau de sécurité offert par le SE est aussi élevé que celui supporté par une carte à puce. Toutefois, la communication entre le contrôleur NFC et ce matériel dédié n'est pas encore normalisée, seuls les protocoles propriétaires peuvent être utilisées jusqu'à présent.

### Carte mémoire sécurisée
Une carte mémoire sécurisé amovible (SMC ) est constitué de mémoire, d'une carte à puce intégrée et d'un contrôleur de carte à puce. En d'autres termes, ce n'est qu'une combinaison d'une carte mémoire (par exemple: MMC , SD, etc.) et d'une carte à puce. La SMC offre le même niveau de sécurité qu'une carte à puce et est compatible avec la plupart des principaux standards, interfaces et environnement pour les cartes à puces. Elle a l'avantage d'être amovible, de pouvoir être insérée dans n'importe quel appareil supportant la technologie NFC et de posséder une grande capacité de mémoire.  Toutefois, jusqu'à présent, la communication entre la SMC et le contrôleur NFC n'a pas encore été normalisé et donc seulement un petit nombre de telles puces est actuellement disponible.

### UICC
UICC est également une carte à puce amovible. Initialement pensé pour remplacer la carte SIM, elle donne accès au GSM   et au réseau UMTS. En tant que carte à puce, elle est compatible avec tous les standards de carte à puce. De même, elle possède le même niveau de sécurité qu'une carte à puce et peut stocker des applications multiples de différents fournisseurs. Elle possède des domaines de sécurité séparées pour chaque application ou pour chaque fournisseur d'application (en fonction de l'implémentation). Chaque domaine étant administré par le fournisseur de l'application et étant basé sur l'utilisation de clés secrètes. De plus, le système d'exploitation de la carte met en œuvre un pare-feu qui empêche les applications d'accéder ou de partager des données entre elles. 
L'UICC peut héberger des applications GSM / UMTS, tels que la carte SIM   et USIM ainsi que d'autres types d'application comme les applications de paiement, de billetterie, de passeport électronique, etc. En octobre 2007,  l'Institut des normes de télécommunications européennes a approuvé le protocole SWP  comme une norme définissant la couche physique ainsi que la liaison de données entre la carte UICC et contrôleur NFC.  Puis en février 2008, ce premier standard a été complété par l'ETSI pour approuver la HCI. Cette dernière correspond à la couche applicative qui tourne au-dessus de la SWP. Elle définit des commandes spécifiques qui permettent à l'UICC et au contrôleur NFC de communiquer ensemble .
|                             | Sécurité | Réutilisabilité | Standardisation |
| --------------------------- | -------- | --------------- | --------------- |
| Processeur de bande de base | +        | -               | -               |
| Matériel embarqué           | ++       | -               | +               |
| SMC                         | +        | ++              | +               |
| UICC                        | ++       | +               | ++              |

## Les mobiles
Le mode émulation de carte est surtout utilisé pour les applications dont la sécurité est primordiale comme les applications de contrôles ou de paiement. À ce jour, seuls quelques lecteurs comme le ACR 122U, et certains téléphones mobiles avec la technologie NFC supportent l'émulation de carte. La majorité des appareils mobiles dotés de la technologie NFC utilisent donc des éléments sécurisés. Pour citer quelques exemples, le Nokia 6131 et le Nokia 6212 possèdent un élément sécurisé embarqué. Le Samsung GT-S5230N, ainsi que le Samsung Nexus S utilisent l'UICC.
Le fait de faire fonctionner un terminal mobile en mode émulation de carte offre  de multiples usages possibles: paiement, billettique (exemple : Carte Navigo), couponing, contrôle d'accès. Le mobile vient donc enrichir considérablement les services basés sur des cartes. Par exemple, le mobile permet de payer et de recharger ses titres de transport à toute instant ou de recevoir l'ensemble de ses points de fidélité sur son mobile.
L'élément sécurisé dans un téléphone mobile NFC peut être accessible de deux façons: le mode externe ou le mode interne: Pour ce dernier, les différentes plates-formes de téléphonie mobile définissent différentes APIs   et des restrictions d'accès.